# Szkoła Podstawowa i Przedszkole im. Jana Kubisza w Gnojniku

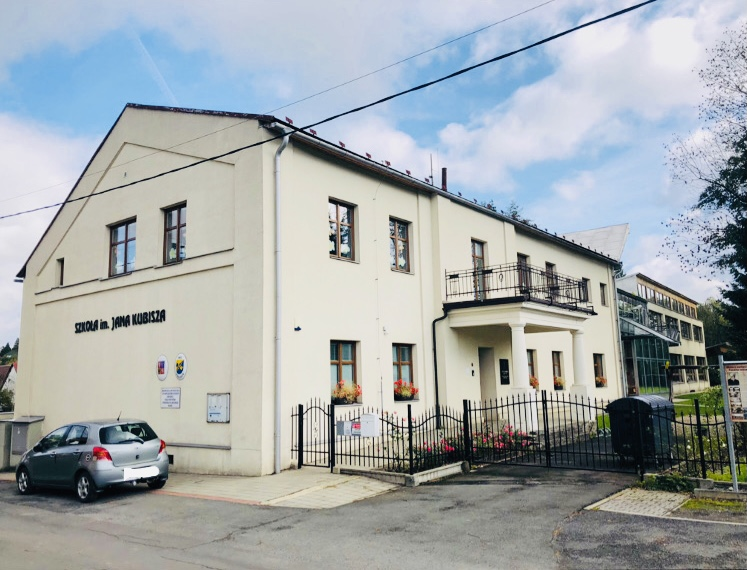
PSP im. Jana Kubisza w Gnojniku. Październik 2021.

Szkoła Podstawowa i Przedszkole im. Jana Kubisza w Gnojniku (cz. Základní škola a mateřská škola s polským jazykem vyučovacím Jana Kubisze Hnojník), w skrócie PSP im. Jana Kubisza, Gnojnik – dziewięcioletnia, polskojęzyczna szkoła podstawowa w Gnojniku, w Czechach, w kraju morawsko-śląskim, na Zaolziu.

## Historia szkoły[1]

### Początki
Do 1921 roku istniały w Gnojniku dwie polskie szkoły ludowe o charakterze wyznaniowym:
- Szkoła nr 1 – Szkoła publiczna dla dzieci wyznania katolickiego umieszczona w piętrowym, murowanym budynku obok kościoła katolickiego

Katolicka szkoła w Gnojniku istniała przez cały wiek XVIII. Dokładna data powstania szkoły parafialnej nie jest znana. Przed reformacją Gnojnik stanowił samodzielną parafię, jednak podczas reformacji na Śląsku Cieszyńskim, za panowania księcia Adama Wacława, który przeszedł na protestantyzm, zostały katolikom odebrane wszystkie kościoły z wyjątkiem czterech (we Frydku, Dobrej, Bruzowicach i Czechowicach). Parafię gnojnicką przyłączono wtedy do parafii domasłowickiej, do której należała 200 lat. Drewniany budynek szkoły został w 1785 roku zastąpiony murowanym, a w 1808 roku podniesiono go na piętro. W szkole od początku przebiegała nauka w języku polskim. Dopiero po 1780 roku szkoła otrzymała z Gubernium w Bernie morawskie i niemieckie podręczniki, ale na skutek ostrych protestów ze strony nadzorcy szkolnego Leopolda Szersznika w szkole nr 1 w 1874 przywrócono język polski, w którym w tym budynku uczono aż do chwili wprowadzenia się polskiej szkoły w 1923 roku i odstąpienie go nowo utworzonej szkole czeskiej, która działała już od 20 listopada 1920 roku.
- Szkoła nr 2 – Szkoła prywatna z prawem publiczności, umieszczona w murowanym parterowym budynku na Poleninach – Kolonia

Ewangelicka, prywatna szkoła wyznaniowa z prawem publiczności w Gnojniku powstała 21 października 1853 roku i mieściła się w budynku nr 53 „Na Kolonii”. W 1874 roku uzyskała prawo publiczności. W porównaniu ze szkołą przy kościele, która była lepiej zorganizowana i posiadała trzy klasy z pięcioma oddziałami, szkoła „Na Kolonii” posiadała tylko jedną klasę z pięcioma oddziałami. Pierwszym nauczycielem był prawdopodobnie Jan Ostruszka, który uczył w Gnojniku od roku 1853 do swej śmierci. Po nim został mianowany nauczycielem i kierownikiem szkoły Jan Kubisz, znany na Śląsku jako poeta i autor Pamiętnika starego nauczyciela lub też pieśni Płyniesz Olzo po dolinie....
Obydwie szkoły działały obok siebie aż do zakończenia I wojny światowej w 1918 roku. 27 września 1923 roku na wspólnym zebraniu Rodzin Opiekuńczych obu polskich szkół gnojnickich doszło do ich połączenia. Nowo utworzoną polską szkołę ludową władze czechosłowackie przejęły pod nazwą Publiczna Polska Szkoła Ludowa w Gnojniku, która mieściła się w budynku nr 53 „Na Kolonii” (budynek szkoły nr 1 przy kościele odstępuje nowo utworzonej szkole czeskiej).

### II wojna światowa
Po przejęciu Zaolzia przez Polskę w 1938 roku doszło do zmiany nazwy szkoły na Szkołę Powszechną. 1 listopada 1938 roku stała się szkołą wydziałową. Po wybuchu II wojny światowej wszystkie polskie szkoły zostały natychmiast zamknięte, a Niemcy poczęli organizować swoje niemieckie szkolnictwo – polski inwentarz szkolny splądrowano, podręczniki spalono, a dokumenty i archiwa szkół zniszczono.

### Okres powojenny
W latach 1939–1947 wszystkie polskie szkoły w Gnojniku były zamknięte. Dopiero w roku szkolnym 1947/1948 zezwolono na otwarcie jednoklasowej polskiej szkoły ludowej i uczono w szkole nr 1 na zmianę z czeską szkołą. W 1949 roku polska szkoła przeniosła się do budynku nr 2 „Na Kolonii”, gdzie zostało również otworzone polskie przedszkole. Wielkie zasługi w założeniu polskiej średniej szkoły w 1952 roku (relokowane klasy średniej szkoły niższego stopnia w Czeskim Cieszynie) mieli Karol Płocica, Ludwik Kowalczyk, Stanisław Rakowski, Józef Sodzawiczny, Rudolf Duława, Karol Niemczyk i pierwszy dyrektor JUDr, Józef Macura. Dla jej potrzeb wynajęto prywatny budynek nr 6 Stanisława Rakowskiego. W 1953 roku doszło do reorganizacji szkolnictwa w Czechosłowacji i powstała Ośmioletnia Szkoła Podstawowa w Gnojniku. W tym samym roku szkoła nr 2 „Na Kolonii” obchodziła jubileusz stulecia i definitywnie zakończyła swoją działalność. W 1960 roku budynek nr 6 (Ośmioletnia Szkoła Podstawowa w Gnojniku) przejęło państwo czeskie i utworzono z niego Dziewięcioletnią Szkołę Podstawową. Z powodu zbyt dużej, jak na warunki, liczby uczniów mieszczących się w małych, starych lokalach, zaczęła się walka o wybudowanie murowanej części szkoły. 20 września 1999 roku uroczyście otwarto nową część gnojnickiej szkoły, którą wybudowała Gmina Gnojnik z funduszy Ministerstwa Finansów RC według projektu architekta Józefa Kiszki. Od roku 2008 patronem szkoły jest Jan Kubisz.

## Historia przedszkola[8]
Gnojnickie przedszkole powstało w 1952 roku w starym budynku Szkoły Ludowej „Na Kolonii”. Początkowo przedszkole zajmowało tylko dwa lokale. Z biegiem czasu cały budynek służył przedszkolakom z szerokiej okolicy. W latach 60. doszło do adaptacji budynku szkoły wydziałowej. Budynek zaplanowanego warsztatu szkolnego służył w latach 1968–1973 przedszkolakom i świetlicy szkolnej. Po kilku remontach budynku w roku 1974 powstało tu całodniowe przedszkole. 4 grudnia 2014 uroczyście otwarto nowy budynek „Przedszkole im. Jana Kubisza”, który został dofinansowany przez stowarzyszenie „Wspólnota Polska” Warszawa.

## Galeria

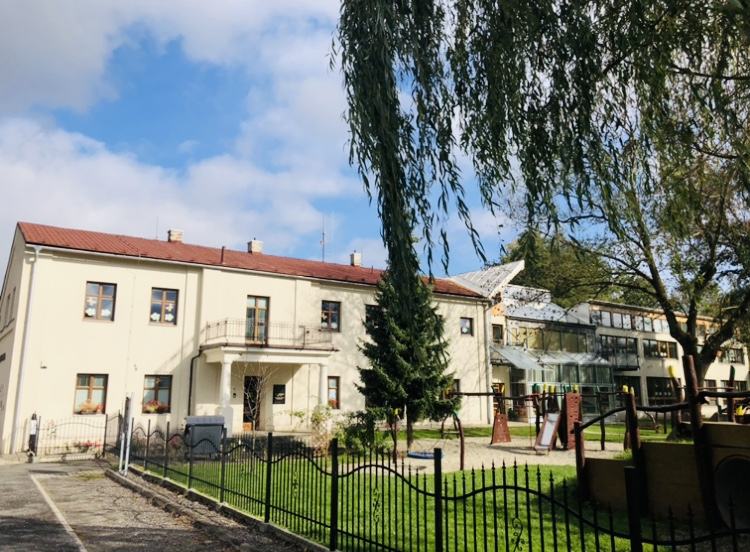
PSP im. Jana Kubisza w Gnojniku. Październik 2021
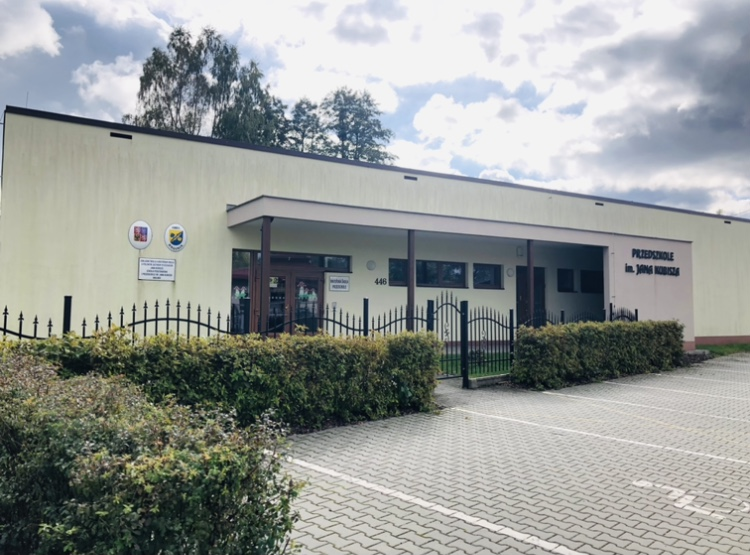
Przedszkole im. Jana Kubisza w Gnojniku. Październik 2021
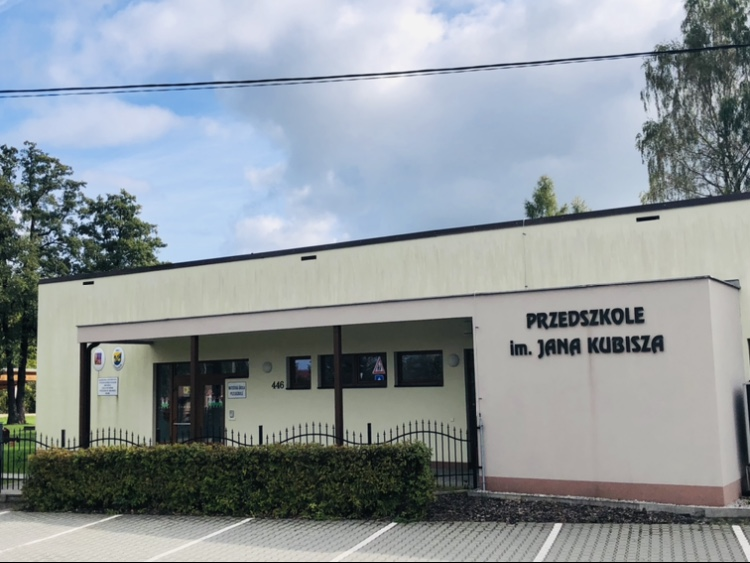
Przedszkole im. Jana Kubisza w Gnojniku. Październik 2021

## Statystyki
| Rok szkolny | Liczba klas | Liczba uczniów | Niższy stopień | Wyższy stopień |
| ----------- | ----------- | -------------- | -------------- | -------------- |
| 1950/51     | 3           | 85             | 0              | 3              |
| 1951/52     | 4           | 100            | 0              | 4              |
| 1952/53     | 4           | 110            | 0              | 4              |
| 1953/54     | 4           | 107            | 1              | 3              |
| 1954/55     | 4           | 91             | 1              | 3              |
| 1955/56     | 4           | 94             | 1              | 3              |
| 1956/57     | 4           | 85             | 1              | 3              |
| 1957/58     | 4           | 91             | 1              | 3              |
| 1958/59     | 5           | 109            | 2              | 3              |
| 1959/60     | 5           | 128            | 2              | 3              |
| 1960/61     | 5           | 136            | 2              | 3              |
| 1961/62     | 6           | 167            | 2              | 4              |
| 1962/63     | 6           | 174            | 2              | 4              |
| 1963/64     | 6           | 176            | 2              | 4              |
| 1964/65     | 7           | 178            | 2              | 5              |
| 1965/66     | 8           | 189            | 2              | 6              |
| 1966/67     | 8           | 168            | 2              | 6              |
| 1967/68     | 8           | 168            | 3              | 5              |
| 1968/69     | 8           | 145            | 2              | 6              |
| 1969/70     | 7           | 140            | 2              | 5              |
| 1970/71     | 7           | 125            | 2              | 5              |
| 1971/72     | 7           | 117            | 2              | 5              |
| 1972/73     | 7           | 113            | 2              | 5              |
| 1973/74     | 7           | 105            | 2              | 5              |
| 1974/75     | 6           | 103            | 2              | 4              |
| 1975/76     | 6           | 108            | 2              | 4              |
| 1976/77     | 6           | 104            | 2              | 4              |
| 1977/78     | 6           | 99             | 2              | 4              |
| 1978/79     | 6           | 101            | 2              | 4              |
| 1979/80     | 6           | 110            | 2              | 4              |
| 1980/81     | 6           | 107            | 2              | 4              |
| 1981/82     | 8           | 130            | 4              | 4              |
| 1982/83     | 8           | 132            | 4              | 4              |
| 1983/84     | 8           | 143            | 4              | 4              |
| 1984/85     | 8           | 154            | 4              | 4              |
| 1985/86     | 8           | 153            | 4              | 4              |
| 1986/87     | 7           | 137            | 3              | 4              |
| 1987/88     | 7           | 124            | 3              | 4              |
| 1988/89     | 7           | 117            | 3              | 4              |
| 1989/90     | 6           | 108            | 2              | 4              |
| 1990/91     | 6           | 102            | 3              | 3              |
| 1991/92     | 6           | 97             | 3              | 3              |
| 1992/93     | 6           | 91             | 3              | 3              |
| 1993/94     | 7           | 88             | 3              | 4              |
| 1994/95     | 7           | 97             | 3              | 4              |
| 1995/96     | 7           | 97             | 3              | 4              |
| 1996/97     | 8           | 112            | 4              | 4              |
| 1997/98     | 8           | 110            | 4              | 4              |
| 1998/99     | 8           | 111            | 4              | 4              |
| 1999/2000   | 8           | 106            | 4              | 4              |

## Dyrektorzy placówki
| Imię i nazwisko     | Lata sprawowania funkcji |
| ------------------- | ------------------------ |
| Macura Józef        | 1950 – 1952              |
| Młynek Władysław    | 1964 – 1965              |
| Pyszko Jan          | 1965 – 1970              |
| Filipiec Karol      | 1970 – 1979              |
| Kula Ludwik         | 1979 – 1990              |
| Rakowska Małgorzata | 1990 – 2007              |
| Tadeusz Grycz       | 2007 – 2020              |
| Grażyna Sikora      | 2020 –                   |